# ترازاوا هیروتاکا
ترازاوا هیروتاکا (به ژاپنی: 寺沢広高 Terazawa Hirotaka) (۱۵۶۳ – ۱۶۳۳ میلادی) یک دایمیو در دوره سنگوکو و اوایل دوره ادو بود. هیروتاکا نخستین دایمیوی قلمروی کاراتسو بود و پسرش ترازاوا کاتاتاکا بعد از او دایمیوی این هان شد.